# Ormosia licina
Ormosia licina är en tvåvingeart som beskrevs av Alexander 1966. Ormosia licina ingår i släktet Ormosia och familjen småharkrankar. Inga underarter finns listade i Catalogue of Life.